# 오이겐 요훔

요훔의 탄생 100주년을 맞아 독일에서 발행한 기념우표

오이겐 요훔 또는 오이겐 요쿰 (Eugen Jochum, 1902년 11월 1일 - 1987년 3월 26일)은 독일의 지휘자이다.
독일의 바벤하우젠(아우크스부르크 근처)에서 태어났다. 아우크스부르크에서 1922년까지 피아노와 오르간을 배우고, 뮌헨에서 지휘를 배웠다. 처음에는 묀헨글라드바흐(Mönchen-Gladbach)에서 피아노 연주를 했으며, 킬(Kiel)로 옮겼다.
1926년 뮌헨 필하모니를 지휘하면서 데뷔하였고 이 때의 프로그램은 브루크너의 교향곡 7번였다. 그 해 킬에서 지휘자로 지명되었으며, 첫 시즌에 방황하는 네덜란드인, 장미의 기사, 투란도트를 포함하여 17개의 오페라를 지휘하였다.
그 후 만하임으로 옮겨 푸르트뱅글러에게 격찬을 받았다. 당시 뉴욕 필하모닉 오케스트라에서 12개의 연주회를 부탁받았지만 그의 레파토리와 지휘 경력이 부족하다며 스스로 사양했다 (1958년까지 미국에는 가지 않았다). 그 후 뒤스부르크(Duisburg)에서 1930년부터 1932년까지 음악 감독으로 있었다. 1932년 베를린 라디오 교향악단의 상임 지휘자가 되었으며, 도이체 오퍼에서 베를린 필하모니커와 16 연주 시즌을 지휘했다.
1934년 칼 뵘을 이어 함부르크 국립 오페라와 함부르크 필하모닉의 음악감독이 되었다. 그의 회고에 의하면 나치 시절 함부르크는 '충분히 리버럴'하여 나치에 가입하지 않고도 음악감독직을 유지할 수 있었다. 또한 그 당시 나치에 의해 금지된 힌데미트나 버르토크와 같은 작곡가의 곡을 지휘할 수 있었다. 거기에서 1949년까지 있었다. 제2차 세계대전이 끝나고 1949년까지 바이에른 라디오 교향악단에 있었다.
로얄 콘서트허바우 오케스트라에 정기적으로 객원 지휘를 했으며, 1941년부터 43년까지, 당시 상임 지휘자인 빌렘 멩겔베르크 체제에서, 제1지휘자(eerste dirigent)를 역임했다. 1961년부터 63년까지는 베르나르트 하이팅크와 함께 공동 상임 지휘자(joint chief conductor)를 지냈다. 당시 런던 필하모닉 오케스트라와 런던 심포니 오케스트라(LSO)에서도 단골 객원 지휘를 했다. 1975년에 LSO는 그를 명예 지휘자로 위촉했다.
잘츠부르크에서도 정기적으로 지휘했으며, 1953년에는 트리스탄과 이졸데로 바이로이트에도 데뷔했다.
브루크너에 대한 해석으로 잘 알려져 있으며, 도이체 그라모폰에서 베를리너 필하모니커와, 또한 EMI에서 드레스덴 슈타츠카펠레와 전집을 남겼다. 이 둘은 처음 녹음한 뒤 각 레이블의 카탈로그에서 사라진 일이 없다. 또한 바흐, 베토벤, 브람스, 모차르트, 하이든, 슈만, 바그너, 칼 오르프의 연주도 뛰어나다. 그는 1932년 에드빈 피셔와 함께 모차르트 피아노 협주곡 20번을 시작으로 녹음을 많이 남겼다.
요훔은 뮌헨에서 84세로 숨졌다. 그의 부인 마리아는 그 전인 1985년에 사망했다.